# Kubuś Puchatek idzie w gości
Kubuś Puchatek idzie w gości (ros. Винни-Пух идёт в гости, Winni-Puch idiot w gosti) – radziecki krótkometrażowy film animowany z 1971 roku w reżyserii Fiodora Chitruka oparty na utworze A.A. Milne’a pt. Kubuś Puchatek. Film Kubuś Puchatek idzie w gości jest drugim filmem z serii o Misiu Puszatku. 

## Obsada (głosy)
- Jewgienij Leonow jako Kubuś Puchatek
- Ija Sawwina jako Prosiaczek
- Anatolij Szczukin jako Królik
- Władimir Osieniew jako narrator

## Animatorzy
Giennadij Sokolski, Marija Motruk, Walerij Ugarow, Igor Podgorski, Elwira Masłowa

## Nagrody
- 1976: Nagroda Państwowa ZSRR dla Fiodora Chitruka za serię filmów animowanych o Kubusiu Puchatku (1968, 1971, 1972)

## Wersja polska
Wersja wydana na DVD w serii: Bajki rosyjskie – kolekcja: Miś Puszatek. Zawiera wszystkie trzy filmy z serii. Dystrybucja: SDT Film.